# Julio Argentino San Millán
Julio Argentino San Millán (Salta, 20 de julio de 1954) es un abogado y político argentino, miembro del Partido Justicialista. Se desempeñó como senador nacional por la provincia de Salta entre 1992 y 2001.

## Biografía
Estudió abogacía en la Facultad de Derecho de la Universidad de Buenos Aires.
Miembro del Partido Justicialista (PJ), fue secretario político y miembro del consejo del PJ de Salta y congresal nacional.
Entre 1985 y 1989 fue senador provincial por el Departamento de Guachipas. Entre 1988 y 1989 fue Ministro de Bienestar Social de Salta, bajo el gobernador Hernán Hipólito Cornejo. Entre 1989 y 1991 volvió a la Cámara de Senadores de la Provincia de Salta, siendo presidente provisional de 1990 a 1991.
En 1992 fue designado senador nacional por Salta, siendo reelegido en 1995, finalizando su mandato en 2001. En el Senado presidió las comisiones de Asuntos Administrativos y Municipales; de Reconversión de la Industria Gasífera; y de Reconversión de la Industria Eléctrica. En 1998 presidió la convención constituyente provincial.
En las elecciones provinciales de 2003, se postuló como candidato a gobernador en calidad de peronista disidente, encabezando la fórmula de Unidos por Salta, compuesta por la Unión Cívica Radical, el Movimiento de Integración y Desarrollo, Recrear para el Crecimiento y el Partido del Frente. Acompañado por José Luis Valle como candidato a vicegobernador, la fórmula quedó en tercer lugar con el 16,92 % de los votos.
En diciembre de 2019 el gobernador Gustavo Sáenz lo designó Representante de Relaciones Internacionales de la provincia de Salta, con rango de ministro.